# 黒田用綱
黒田 用綱（くろだ もちつな、元和2年（1616年）- 寛文12年11月7日（1672年12月25日））は、江戸時代前期の旗本、館林徳川家家臣。
紀州藩士近藤用勝の六男で、黒田直綱の養子となる。寛永元年（1624年）に家督を継ぎ、将軍徳川秀忠に拝謁する。寛文元年（1661年）、徳川綱吉の上野館林藩襲封に伴い家老となり3000石を賜る。四男直達は牧野成貞の婿養子に入り牧野成時を名乗るが、若くして没している。娘婿の中山直張の三男の直邦を養子とした。